# Trude Gundersen
Trude Gundersen (Bergen, 6 giugno 1977) è un'ex taekwondoka norvegese, vincitrice di una medaglia d'argento ai Giochi olimpici di Sydney 2000, la prima in questa disciplina per la Norvegia.
Nel 2002 ha lasciato la carriera sportiva per dedicarsi agli studi medici.

## Palmarès
| Anno | Manifestazione  | Sede   | Evento | Risultato | Note |
| ---- | --------------- | ------ | ------ | --------- | ---- |
| 2000 | Giochi olimpici | Sydney | -67 kg | Argento   |      |
| 2001 | Mondiali        | Jeju   | -67kg  | 7ª        |      |